# Карри (округ, Нью-Мексико)
Карри (англ. Curry County) — округ в штате Нью-Мексико, США. Административный центр округа — Кловис. По данным переписи за 2010 год число жителей округа составляло 48 376 человек. В округе находится авиабаза Кэннон.

## Географическое положение
Округ расположен в восточной части штата на границе с Техасом. Площадь территории округа — 3647 км². Ландшафт округа — плоская равнина с несколькими каньонами.

## История
Территория была заселена около 10000 лет до н. э. Карри был создан в 1909 году и назван в честь Джорджа Карри, губернатора территории Нью-Мексико в 1907—1910 годах.

## Население
| Год переписи | Нас.  |  | %±    |
| ------------ | ----- |  | ----- |
| 1910         | 11443 |  | —     |
| 1920         | 11236 |  | −1,8% |
| 1930         | 15809 |  | 40,7% |
| 1940         | 18159 |  | 14,9% |
| 1950         | 23351 |  | 28,6% |
| 1960         | 32691 |  | 40%   |
| 1970         | 39517 |  | 20,9% |
| 1980         | 42019 |  | 6,3%  |
| 1990         | 42207 |  | 0,4%  |
| 2000         | 45044 |  | 6,7%  |
| 2010         | 48376 |  | 7,4%  |
| 2016         | 50280 |  | 3,9%  |

Согласно данным 2010 года в округе Карри 2 города, 2 деревни, 1 статистически обособленная местность. В 2010 году на территории округа проживало 48 376 человек (из них 50,2 % мужчин и 49,8 % женщин), насчитывалось 18 015 домашних хозяйств и 12 341 семья. Расовый состав: белые — 69,7 %, афроамериканцы — 6,3 %, коренные американцы — 1,2 % и представители двух и более рас — 4,1 %. 39,5 % населения были латиноамериканцами.
Население округа по возрастному диапазону по данным переписи 2010 года распределилось следующим образом: 28,4 % — жители младше 18 лет, 4,6 % — между 18 и 21 годами, 55,6 % — от 21 до 65 лет и 11,4 % — в возрасте 65 лет и старше. Средний возраст населения — 31,5 лет. На каждые 100 женщин в Карри приходилось 100,8 мужчин, при этом на 100 совершеннолетних женщин приходилось уже 99,1 мужчины сопоставимого возраста.
Из 18 015 домашних хозяйств 68,5 % представляли собой семьи: 49,0 % совместно проживающих супружеских пар (21,7 % с детьми младше 18 лет); 14,2 % — женщины, проживающие без мужей и 5,3 % — мужчины, проживающие без жён. 31,5 % не имели семьи. В среднем домашнее хозяйство ведут 2,63 человека, а средний размер семьи — 3,18 человека. В одиночестве проживали 26,4 % населения, 8,6 % составляли одинокие пожилые люди (старше 65 лет).

## Экономика
В 2016 году из 38 366 трудоспособных жителей старше 16 лет имели работу 20 320 человек. В 2014 году медианный доход на семью оценивался в 48 551 $, на домашнее хозяйство — в 42 170 $. Доход на душу населения — 21 502 $. 18,1 % от всего числа семей в Карри и 21,6 % от всей численности населения находилось на момент переписи за чертой бедности.